# 紅さすライフ
『紅さすライフ』（べにさすライフ）は、2023年7月25日（24日深夜）から9月26日（25日深夜）まで、日本テレビ系「シンドラ」枠で放送されたテレビドラマ。主演は大西流星（なにわ男子）。

## あらすじ
オリジナルコスメで起業を目指すメーク男子(演・大西流星)がすっぴん女子(演・井桁弘恵)とメンズコスメブランドを立ち上げを奮闘する起業青春ラブコメディー。

## キャスト

### 主要人物
北條雅人（ほうじょう まさと）〈22〉
演 - 大西流星（なにわ男子）（幼少期：高木波瑠）
東京理工大学経営学部の4年生。オリジナルのコスメブランドの起業を目指している。
大手化粧品メーカー「ペガサス化粧品」の社長を父に持つ。
皆本頼子（みなもと よりこ）〈29〉
演 - 井桁弘恵
雅人と同じ大学の有機化学研究室で働くポストドクター。
助教のポストを目指して学会で研究成果を発表するが、同僚にその座を奪われたのと、女性という理由で教授から正当な評価をされなかったため、自ら職を辞する。
北條一馬（ほうじょう かずま）〈29〉
演 - 松島聡（Sexy Zone）
「ペガサス化粧品」社長の長男。雅人とは異母兄弟。

### 周辺人物
矢巻光（やまき ひかる）〈20〉
演 - 深田竜生（少年忍者 / ジャニーズJr.）（第7話 - 最終話）
Z世代に人気のカリスマモデル。
足立小夏（あだち こなつ）〈22〉
演 - 森迫永依
大学4年生。頼子が勤務する研究室の後輩。
北條駿夫（ほうじょう はやお）〈58〉
演 - コウメ太夫
雅人と一馬の父。「ペガサス化粧品」の社長で創業者。
雅人の起業活動を妨害しようとする。

### ゲスト

#### 第1話
大家
演 - 信川清順
頼子が住むアパートの大家。家賃を3か月分滞納している頼子に支払うよう催促する。
古井
演 - 遠山俊也
東京理工大学有機化学研究室の教授。頼子の同僚の鈴木が結婚して子供も生まれることを考慮して、彼を助教に推薦する。その上で、女性は両立できなくてすぐ辞める、女の子が研究室にいると華やぐといったハラスメント発言を無意識に行い、頼子から咎められる。

## スタッフ
- 脚本 - 松島瑠璃子[10]
- 音楽 - biz&ZERA[11]
- 主題歌 - なにわ男子「Make Up Day」(ジェイ・ストーム)[12]
- 演出 - 今和紀、松嵜由衣、守下敏行[10]
- 編成 - 鈴木淳一、藤澤季世子、明石広人[10]
- チーフプロデューサー - 三上絵里子、島本講太[10]
- プロデューサー - 森有紗、田上リサ、島﨑敏樹[10]
- 制作協力 - AX-ON、泉放送制作[10]
- 製作著作 - 日本テレビ、ジェイ・ストーム[10]

## 放送日程
| 放送回 | 放送日  | サブタイトル               | 演出     |
| ------ | ------- | -------------------------- | -------- |
| 第1話  | 7月25日 | “100万円”のメイク男子      | 今和紀   |
| 第2話  | 8月01日 | メイクは武装               | 今和紀   |
| 第3話  | 8月08日 | すっぴん女子の“宣戦布告”   | 今和紀   |
| 第4話  | 8月15日 | 初めての恋、初めてのリップ | 松嵜由衣 |
| 第5話  | 8月22日 | ドカンと一発当てる方法     | 松嵜由衣 |
| 第6話  | 8月29日 | 渡せなかったプレゼント     | 今和紀   |
| 第7話  | 9月05日 | “呪い”を解く赤ネイル       | 松嵜由衣 |
| 第8話  | 9月12日 | キスしていいんですか?      | 守下敏行 |
| 第9話  | 9月19日 | 失恋、未練、予期せぬ試練   | 今和紀   |
| 最終話 | 9月26日 | 君こそヒーロー             | 今和紀   |

## 放送局
| 放送期間                | 放送時間                     | 放送局         | 対象地域   | 備考   |
| ----------------------- | ---------------------------- | -------------- | ---------- | ------ |
| 2023年7月25日 - 9月26日 | 火曜 0:59 - 1:29（月曜深夜） | 日本テレビ     | 関東広域圏 | 製作局 |
|                         |                              | 札幌テレビ     | 北海道     |        |
|                         |                              | ミヤギテレビ   | 宮城県     |        |
|                         |                              | テレビ金沢     | 石川県     |        |
|                         |                              | 山梨放送       | 山梨県     |        |
|                         |                              | 静岡第一テレビ | 静岡県     |        |
|                         |                              | 四国放送       | 徳島県     |        |
|                         |                              | 熊本県民テレビ | 熊本県     |        |
|                         | 火曜 1:29 - 1:59（月曜深夜） | 福岡放送       | 福岡県     |        |
| 2023年7月29日 - 9月30日 | 土曜 1:59 - 2:29（金曜深夜） | 中京テレビ     | 中京広域圏 |        |
| 2023年8月5日 -          |                              | 北日本放送     | 富山県     |        |